# Geneva Open 1980
Il Geneva Open 1980 è stato un torneo di tennis giocato sulla terra rossa. È stata la 1ª edizione del torneo, che fa parte del Volvo Grand Prix 1980. Si è giocato a Ginevra in Svizzera dal 22 al 28 settembre 1980.

## Campioni

### Singolare maschile
Balázs Taróczy ha battuto in finale  Adriano Panatta con il punteggio di 6–3, 6–2

### Doppio maschile
Željko Franulović /  Balázs Taróczy hanno battuto in finale  Heinz Günthardt /  Markus Günthardt con il punteggio di 6–4, 4–6, 6–4